# ブレイヴフェンサー 武蔵伝
『ブレイヴフェンサー 武蔵伝』（ブレイヴフェンサー むさしでん、北米版タイトル：Brave Fencer Musashi）は、1998年7月16日にスクウェア（現スクウェア・エニックス）より発売されたプレイステーション用ソフト。2008年7月9日にはゲームアーカイブスでダウンロード販売が開始、配信当初はPSP専用だったが、同年8月13日よりPS3にも対応した。

## 概要
内容は、3DアクションRPG。メインキャラクターデザインは野村哲也、サブキャラクターデザインは緒方剛志が担当した。
なお、本作には『ファイナルファンタジーVIII』『エアガイツ』の体験版と『アナザー・マインド』のPVなどが収録されたディスク「SQUARE'S PREVIEW 3」が付属していた。
「でっかいシリーズ始めます」と銘打った『ブレイヴフェンサーシリーズ』第一弾作品であり、2005年に第二弾の『武蔵伝II ブレイドマスター』が発売された。

## ストーリー
ヤクイニック王国は王と女王がバカンスで不在の隙をつかれて、ル・コアール帝国に攻撃されてしまう。そこでヤクイニック王国は、その国の女王に代々受け継がれる「英雄召喚」を行う。「英雄召喚」とは、異世界から勇者を呼び寄せる術のこと。過去にもこの国に危機が訪れたとき、伝説の剣豪・武蔵を呼び寄せ、危機を救ってもらったという。しかし女王不在の今、「英雄召喚」を行えるのは未熟な王女・フィーレ姫だけだった。一抹の不安の中、フィーレ姫により「英雄召喚」の儀が行われた。成功した……かに見えたが、召喚されたのはなんとムサシという小さい子供だった。どうしようもないので、王国の人々はこの子供が英雄であると信じ、この国のことを頼むことにした。一方、この国を危機から救わないと、元の世界に戻れないと聞いたムサシは、協力を承諾する。こうして、ムサシの旅が始まる……。

## システム

### 戦闘システム
主人公のムサシは、特徴の異なる「雷光丸」と「レイガンド」という2本の剣をボタン別に使用する。雷光丸はリーチは短いがすばやく振ることができ、連続攻撃に適している。レイガンドは大振りだが、リーチが長く一撃の威力も大きい（レイガンドは冒頭にらせんの塔に取りに行くので初期装備は雷光丸のみ）。ゲームを進めると、この二つを組み合わせて特殊な連撃を放つ技を教えてもらうこともできる。
ムサシのステータスには「力」「心」「雷光丸」「レイガンド」という4つのレベルが設定されており、「力」は攻撃力、「心」は防御力、「雷光丸」は雷光丸でのダメージ量、「レイガンド」はレイガンドでのダメージ量にかかわってくる。これらのレベルには限界があり、各章のボスであるクレスト=ガーディアンを倒すことで限界を高めることができる。
防御状態では、同時に特殊攻撃で使用するゲージをためることができる。雷光丸のボタンを押すと雷光丸を投げることができ、命中した敵の能力を吸収することができる。この能力を「ゲット・イン」という。ゲット・インした能力を使用するとBP（ビンチョパワー）を消費する。ゲット・インにはステージギミックとしての役割もあり、この能力を駆使しないと突破することができない場面がある。雷光丸を投げた後、敵を吸収しないでおけば、一定時間後その敵のゲット・イン能力一回分のBPを回復することも可能。
防御状態では、一部の攻撃を除き、前方からの攻撃をガードする事ができる。ゲージを最大までためた状態で、敵の攻撃をガードした瞬間に攻撃すると「二天一流斬」というカウンター技が発動する。この技は絶大な威力があるが、攻撃範囲は非常に狭く、上手く中心を当てないと威力が出ない。斬撃は場に数秒残るので多段ヒットする事がある。なお、雷光丸で受けてレイガンドで切り返すという技の性質上、この技はレイガンド入手後でないと発動できない。
ゲームを進めると、「五輪の書」を入手することがある。レイガンドに五輪の書をセットしてゲージをためると、五輪の書に応じた効果を発揮する。
ノーマル
五輪の書をセットしていない状態。その場で回転斬りを放ち、周囲の敵をまとめて攻撃することができる。
地の巻
その場で飛び上がって地面にレイガンドを突き刺し、大地を揺るがす。地震により周囲の敵の動きを一定時間止めることができるほか、大きな岩を動かしたりすることができる。
水の巻
体を水の膜で包み、水面を歩いて移動したり、水を発射したりすることができる。発射できる水弾は敵を怯ませたり、火を消したりすることが可能。また、植物系のモンスター（ハーブプラントなど）に水を発射すると水を吸収し巨大化する。攻撃を受けると纏っている水が割れてしまう。
火の巻
体の周りに3つの炎の玉を纏い、火を発射することができる。放射される炎は敵にダメージを与えることができるほか、氷を溶かしたり燭台に火を灯したりすることもできる。ボタンを押し続けることで継続して火を発射し続けることもできるが、発射中はゲージの減りが早くなる。
風の巻
体に風を纏い、竜巻を起こしながら回転移動することができる。回転中は体当たり攻撃ができるほか、竜巻によりガスや風圧から身を守ることもできる。また、特定の地面にドリルのように穴を空けることができる。
空の巻
一定時間内、空中を浮遊して移動することができる。タワーオブデス戦のみ常時発動状態となり、ジャンプボタンで上昇、離すと下降になる。

### ムサシのステータス
HP
ムサシの体力を表す。敵からダメージを受けたり落とし穴やトラップに接触する事で減少し、アイテムを使ったり宿泊・野宿をすることで回復する。チョウジュベリーを食べると最大HPが25上昇。HPがゼロになるとゲームオーバーになる。
BP
ビンチョパワー。ムサシがこの世界に存在するためのパワーで、ゲットイン技を使うために必要なポイントを表す。RPGでの一般的なMPと同様の意味合いを持つが、ムサシの行動に関わらず一定時間で減少したり、BPが10以下になるとムサシは衰弱状態になって移動力や攻撃速度が落ちたり、BPがゼロになると徐々にHPが減少するなどの点で異なる。BPもHP同様にアイテムや宿泊で回復するが、野宿した場合は回復せずに時間の経過で減少する（伝説の寝袋を持っている場合は回復する。また寝ている間は寝袋を持っていなくてもHPが時間の経過とともに回復する）。またゲット・インに失敗する事でも単純にBPの回復だけはなされるので利用できる。ビンチョフィールドを解放したりクレスト=ガーディアンを倒す事で最大BPは上昇していく。BPは画面右下のムサシの顔アイコンが変化する事で状態の悪化を示す。
食べ物で回復したり、ゲットイン技「まんぷく」で大回復するあたり、ムサシの満腹度ともとれる。
ねむけ
ムサシの眠気を表す。ゲーム内時間の22.5分ごとに1ずつ増えていき、蓄積する事によりダッシュができなくなったり衰弱状態になったりし、最終的には場所や状況（特定のイベント中除く）に関わらず寝てしまう。宿泊する事で最大まで減少する。野宿の場合は最大値の20％までしか減少しない（伝説の寝袋を持っている場合は0％まで減少）。眠気は画面右下のムサシの顔アイコンがだんだん閉じていく事で状態の悪化を示す。特定の敵キャラクターからのゲットインやアイテムでも減少させることが可能｡最終ダンジョンなど一部エリアではねむけが増加しない｡
その他のステータス異常
衰弱
移動速度、攻撃速度が低下。ダッシュも不可能になる。ただし攻撃行動さえしなければ敵からの攻撃対象にならない事が多い。
睡眠
その場で眠り込んでしまう。野宿状態と同様の効果がある。すっきりハーブなどで回復可能。
毒
HPが徐々に減少する上に衰弱状態と同様の効果がある（敵の攻撃対象にはなる）。クリティカル率が上昇するが他のデメリットが多い。
マヒ
行動の一切が不能になる。ヴァンビ兵の攻撃や敵につかまれた時に発生する。方向キーを規定回数以上入力すると復帰できる。
スモール
ムサシの体が小さくなり二段ジャンプなどのアクションが不可能になる。マジシャンの技を食らうと発生する。時間経過するしか解消方法はない。
混乱
ムサシが方向キーとは逆の方向に移動するようになってしまう。タワーオブデスの攻撃により発生。約10秒間の経過でのみ解消できる。

### 時間の経過
本作品には時間の概念が存在し、アミヤクイ村の住人や一部の建物、ダンジョン、および敵はこの時間にのっとって行動が設定されている。特殊なイベント時などを除きムサシがどこにいても時間は経過する。時間によりムサシのステータスに影響があったり、時限イベントが設定されたり、細かい点では市販アイテムが腐るなどして変化する。時間によってはアミヤクイ村の店でタイムセールが発生する。
また、時間同様に曜日の概念も存在し、土曜日を起点として日曜日、月曜日、火曜日、水曜日、風曜日、空曜日で一週間がサイクルしている。曜日による重要な変化はないが、一部のダンジョンやトラップ、イベントでは重要なポイントになる場合もある。曜日によってはアミヤクイ村の店で特売日や定休日が発生する。
なお、ゲーム開始時からの経過日数は365日（1年）を超えると1日に戻る。

### アイテム
ゲームでは敵が落とすなどして手に入る通常アイテム、市販アイテム、ゲームを進行する上で必須となるキーアイテム、本編とは別としてサブイベント的に収集できるアイテムが存在する。収集品はゲームの進行には影響しない。
通常アイテム
ドランなどのお金やハートタブレットなど。敵を倒して入手するか、ダンジョンなどに落ちているものを拾う事で即座に効果が現れる。これらのアイテムは見た目でその効果量が分かるようになっており、基本的に巨大化するほど効果は大きい。ドランも同様で最大ドランの500ドラン硬貨が一番大きい。
市販アイテム
アミヤクイ村にて購入して手に入るアイテム。所持品として常に携帯でき、メニュー画面が開ける場所ならどこでも使用する事ができる。リカバージェルなどのアイテムは効果量は変わらないが、食品はいつまでも携帯しているとだんだん腐っていき効果量が落ち、HP減少が発生する事もある。ただし、納豆ペーストは日にちが経過するほど効果量が増加するほか、ミルクがすっぱいミルクを経てのむヨーグルトに変化するなど、例外もある。ヤクイニック城の住人を救出する事やイベントを経過して新たに販売されるアイテムも存在する。また、雑貨屋とパン屋には特売日とタイムセールも存在。
キーアイテム
ゲームを進める上で必ず手に入る、あるいは手に入れなければならないアイテム。多くはムサシ自身が使用しても何の効果もないものばかりだが、井戸の水やいやしの水などはイベントが終われば何度でも入手できたり、使えばムサシのHPなどを回復する効果もある。それ以外のキーアイテムはストーリー中で使用すると消滅する。
鑑定アイテム
各地のダンジョンに散らばっているアイテム。手に入れた当初はガラクタとなりムサシでは判別できないが（伝説の武具である「エキシャゴーグル」を手に入れれば鑑定が可能になる）、アミヤクイ村のボリーじいさんの元に持っていけば鑑定してくれる。多くは特に効果のない売ることしかできないものばかりだが、伝説の武具と呼ばれるアイテムも当初はガラクタとしてゲットすることになる。その他のアイテムも高額で売れるものが多い。
フィギュア
全部で7シリーズ、総43種類のフィギュア。フィギュアはパッケージ状態で手に入り、この状態では左右60度程度しか動かせず眺める事しかできない（ただしパッケージシールはパッケージに入っている時のみ見る事ができる）。パッケージを開封する事で左右360度に動かせ、拡大や縮小、各種ギミックの操作が可能となる。ただしパッケージを開封すると売却はできなくなる。
全てのフィギュアはルーズの店で購入できるが、特定の条件を満たさないと販売されないものがその大多数となる。基本的には攻略したダンジョンに存在した敵やボスモンスターを倒した順に販売されるが、スペシャルに分類されるフィギュアはその条件も難解になっている。
また、全てのフィギュアは価格が変動する事があり、毎週月曜を基点として基本価格から上昇したり下降したりする。これを利用すれば買った時の価格よりも高い価格で売却する事もできる。
ミンクー
各地の特定ポイントに総13匹存在するうさぎかハムスターのような生物。この生物を持ち上げて放り投げるとチョウジュベリーというアイテムを吐き出すのでそれを食べるとムサシの最大HPが25上昇する。夜にならないと出現せず昼間はピンク色のフンがあるのみ。チョウジュベリーを吐き出した後のミンクーは全て馬屋番バッサシ（後述）の元へ預けられる。全てのミンクーを見つける事で出現するマザーミンクーという生物も存在する。

## 登場キャラクター

### 主人公
ムサシ
声：松本梨香
ヤクイニック王国を救うために異世界からフィーレ姫に召喚された伝説の英雄だが、見た目は子供。しかし、剣の腕前は確かで、二天一流と呼ばれる流派を使う。
子供の姿だが元々は大人であったらしく、召喚の際に姫の腕が未熟だったため、精神・肉体共に子供の姿になってしまった。好きなものは「決闘とおにぎり」。嫌いなものは「ナメクジと風呂と、パンとか言う食いもん」。
ゲット･インと呼ばれる相手の能力を己の物にする事が出来る能力を持った日本刀"雷光丸"と、160年前英雄武蔵が闇の魔人を封印した光の剣と言い伝えられている大剣"レイガンド"の二本を使い敵を倒していく。考えることが苦手で、第2章で勉強を嫌がる項目があったことから勉強はあまり好きではない様子。
ダークレイガンドとの決戦後、らせんの塔にレイガンドを返したと同時に元にいた世界へ帰っていった。
キャラクターモデルは宮本武蔵。レイガンドは、宮本武蔵が五輪書を執筆したと言われる洞窟「霊巌洞」をもじったもの。

### ヤクイニック王国
ヤクイニックは「焼き肉」をもじったもので、王族や家臣たちは肉の部位などをもじった名前になっている。
フィーレ姫
声：小桜エツ子
ヤクイニック王国王女。しかし、本人にその自覚はない。親の子育てが相当な放任主義だったらしく、性格はやんちゃでおてんば。そのためよく事件を起こしては周りを困らせる。両親（つまり国王と王妃）の旅行中に敵国に襲われ、未熟ながらも英雄召喚を行いムサシをこの世界に呼び寄せる。その後、レイガンドの引渡しを理由にル･コアール帝国にさらわれ、囚われの身となってしまう。
名前の元ネタは「フィレ」。
執事ユッケル
声：北村弘一
国王不在の城を取り仕切る老年執事。性格は穏やか。ムサシからはヒゲじいと呼ばれ慕われている。口癖は「〜ですじゃ」。
名前の元ネタは「ユッケ」。
おかしらレバン
声：郷田ほづみ
使用人頭。テキパキと仕事をこなす。クールで厳しい。カツラとのウワサがある。ムサシに雷光丸を渡した人物。口癖は｢〜ざます｣。
名前の元ネタは「レバー」。
ハーチノス司祭
声：亀山助清
元は礼拝堂の司祭だが、ル・コアール帝国による攻撃で礼拝堂が破壊されてしまったため、今は図書室で蔵書の管理をしている。涙もろく、オカマっぽい。人のウワサ話が好き。口癖は｢〜よん｣。
名前の元ネタは「ハチノス」。
錬金術師ウルテ
声：西川幾雄
執事ユッケルの弟。長年の研究で、雷光丸にゲット･イン能力を与えることに成功した。趣味はお菓子作りで、ムサシに黄金タルトを無理やりご馳走させる。第2章ではビンチョフィールドに閉じ込められフリーズパレスに飛ばされてしまう。口癖は「〜デス」。
名前の元ネタは「ウルテ」。
道化師キーチム
曲芸師ナムルとのコンビによるミカン串刺しの芸で世界を回ろうとしている道化師。曲芸団のマネージメントもこなしているが、団員は彼女とナムルの二人だけ。面会時に大きなミカンを持っていくとミカン串刺しの技を披露してくれる。
名前の元ネタは「キムチ」。
ヤキカーゲン楽士
時折さびしがりやの一面を覗かせる心優しい音楽少年。楽団ではマンドリンを担当し、合奏を心から楽しんでいる。彼の目標は音楽団長バラヤンのような立派な演奏者になる事。音楽団員と面会すると城のBGMに対応する音楽団員の楽器パートが挿入されていくが、ヤキカーゲン楽士のマンドリンは最初から挿入されている。
名前の元ネタは「焼き加減」。
見張りのナミロス
「ややっ？」という口癖と共にアミヤクイ村に近いふたご山の出入り口を見張っている兵士。楽な仕事だと思っていた見張りが実はかなり辛かったのだが、持ち前の誠実さでなんとか職務をこなしている。村人からの評判も上々。救出する事でふたご山へいつでも入れるようになる。
名前の元ネタは「並ロース」。
占い師ギアラ
年若い占い師娘。サバサバした性格と今時の女の子のような言動を好む姿からは想像できないが、自分の事以外ならなんでも占いで導き出せるという傑出した才能を持っている。リボンの収集が趣味。彼女と面会して占ってもらう事でビンチョフィールドの場所や五輪の書の在り処のヒントを得られる。
名前の元ネタは「ギアラ」。
鷹匠トクセン
それほどでもないのだが勝手に自分は二枚目だと信じている鷹匠。裏庭での勤務が多いため、同じ裏庭で馬屋番をしているバッサシとは裏庭の衛生問題などで揉めており、仲が悪い。面会をする事でミンクーについてを聞く事ができる。
名前の元ネタは「特上センマイ」。
掃除婦ジョミーノ
おかしらレバンに頭が上がらず、「あらあらあら」と呟きつつせわしなく働く掃除係。彼女の父親は食事中にハエをたからせたという理由で処罰され、それが原因で亡くなったという。そのためハエに対しては大変な敵意を持っている。面会する事でムサシはダッシュ突きの技を習得する。
名前の元ネタは「上ミノ」。
フーリッシモ楽士
少女ながらも世界一の笛吹きを目指している健気な性格。「テヘッ！」と照れるかわいい一面も持つ。笛を吹いている時が一番幸せで、音楽団員たちとの演奏合わせも大好き。面会する事で城のBGMにピッコロ風の音色で新しいパートが挿入される。
名前の元ネタは「霜降り+フォルテッシモ」。
兵士バラニック
声：三ツ矢雄二
騎士ラードの弟で工作員。火薬に関する知識が豊富で、爆弾や花火なども手がけている。兄に似て正義感が強いためにムサシの手助けをしてくれる事がある。面会による効果は無いが、スカル=ピオン戦では必須の存在となる。
名前の元ネタは「バラ肉」。
傭兵ミーノ
声：中井洋子
9歳という最年少の傭兵。兄の傭兵ロースウの後について歩いているために、見かけ以上の実力を持っている。スカル=ピオン戦にて必須の存在であり、さらに盗賊のアジトへ入り込む時の暗号メモを持っている人物でもある。同じ言葉を繰り返して二度言うため、会話に時間のかかる人物。
名前の元ネタは「ミノ」。
大工ツケコンデル
声：千葉繁
ノッポでやる気のなさそうな外見だが、大工としての腕は超一流。親方のマーダレーにもその実力を評価されているほど。借りたものは必ず返す事を信条にしている。スカル=ピオン戦に必須の存在であり、さらにゴンドラパーツ修理にてパーツ情報を教えてくれる人物でもある。
名前の元ネタは「漬け込んでる」。
騎士ラード
声：植木誠
兵士バラニックの兄でとても弟思い。実戦の経験は無いが剣の腕は何度となく城の剣術大会にて優勝するほどの腕前を持つ。正義感が強く礼節正しいその性格は弟にそのまま良い影響を与える結果となっている。スカル=ピオン戦に必須の存在であり、さらに第3章以降に面会する事で二本の剣で十文字に斬る十文字斬りを習得できる。
名前の元ネタは「ラード」。
馬屋番バッサシ
みすぼらしい外見をしており、何かあると「あ…」と呟く無口な人物だが、絶滅寸前のミンクー守護を唱える心優しい青年。馬の世話をその仕事にしていたがル・コアール帝国の侵略の中で全ての馬を失ってしまい、自分の領域だった裏庭を荒らす鷹匠トクセンには憤りを感じている。ムサシが見つけたミンクーを全て保護しており、最終的にマザーミンクーの情報をくれる。
名前の元ネタは「馬刺し」。
グラム代官
ダジャレが好きな中年代官だが普段は「ウオッホン！」と偉そうにしている。作物の育成も趣味としており、食事係リブと気が合う事も多い。特に稲の品種改良に力を注いでおり、リブも救出していれば二人は協力してコメの栽培を始めてくれる。
名前の元ネタは「グラム」。
9代目毒味役クサレニック
初代が亡くなった直後に一週間で七人の毒味役も死亡し、若輩ながら9代目の毒味役に抜擢された人物。食事は仕事と捉えて黙々と食べ続けている。生きるか死ぬかのスリルある日々を送るうち、いつしか食事が何よりも嫌いになってしまった。
名前の元ネタは「腐れ肉」。
大工ニコミテール
体格が良くいつもお腹をすかせている大工。普段からやる気が感じられず、同僚の大工ツケコンデルとは異なり大工としての腕前もイマイチなので親方マーダレーの不興を買っている。ゴンドラパーツ修理にてパーツ情報を教えてくれる人物。
名前の元ネタは煮込み「テール」。
紡ぎ手エイランチ
ムサシの事を「命の恩人さん」と呼ぶ、城中の人々の衣類裁縫を手がける達人。年若い女性ながらその技は王国一と言われているほど。いつもチクチクと何かを縫っている。彼女の手にかかれば伝説の布から伝説の武具を作り出す事もたやすい。親方マーダレーの事が好き。
名前の元ネタは「Aランチ」。
兵士バーベック
なよなよしたオカマちゃん兵士。元は騎士を志望していたが、臆病すぎることを指摘されやむなく弓兵へと転向した。「ボクチンうれぴ〜」といった言動はハーチノス司祭と通じる属性があり、実際仲が良いらしい。ムサシにも愛の告白をしてくれる。
名前の元ネタは「バーベキュー」。
騎士ニック
「〜であります」といったちょっとお堅い言動を好む真面目一徹な騎士。大変な努力家でもあり、騎士という肩書きを得ながらも毎日のようにマキ割りをしていたその努力が実り、ムサシにもマキ割りダイナマイトという自作の必殺技を教えてくれる。対照的な性格の騎士コブクローネとは仲が良い。
名前の元ネタは「肉」。
食事係リブ
城の母親的な姿をしているが実は料理が大の下手。そのために食事係でありつつも料理ではなく食材調達を担当している。「う〜れ〜し〜い〜」と歌いだすほがらかな性格はグラム代官と気が合い、彼も救出していれば二人は協力してコメの栽培を始めてくれる。
名前の元ネタは「リブ」。
曲芸師ナムル
道化師キーチムと二人で曲芸団をしている人物。昔は剣呑みの技を得意としていたが、一度死にそうな目に遭ってからというもの封印してしまったらしい。現在はキーチムと二人で協力しての串刺しを新たな得意技としてムサシにも教えてくれる。
名前の元ネタは「ナムル」。
傭兵カルビ
外見とは裏腹にナイフ投擲の技術に長け、早くから騎士団長タンシオーネに目をつけられて特訓を受けていた凄腕の少女傭兵。両親と生き別れてしまったという悲しい過去を持っている。盗賊のアジトへ入り込む時の暗号メモを持っている人物。
名前の元ネタは「カルビ」。
便所のニクジル
自称「熱血便所掃除人」。城中の便所掃除に命を賭け、便所の衛生管理については並々ならぬ情熱を燃やしている。そのあまりの執念ぶりに城の住人たちに恐れられているほど。ムサシにも清潔な便所についてを力説してくれる。城中の便所を水洗便所にし、管理するのを夢見ている。
名前の元ネタは「肉汁」。
鍛冶屋のトック
武器を鍛えさせれば右に出る者はいないほどの腕前を持つ鍛冶屋。頑固者で職人気質にあふれる。たとえなまくらの剣でもかまぼこ板も切り裂けるほどにする技術を持ち、「雷光丸」を「真雷光丸」へと鍛えなおしてくれる。騎士団が使っている剣は全てトックの手によって鍛えられたもの。
名前の元ネタは「トック」。
親方マーダレー
男気漂う大工の親方。二人の弟子を的確に動かし、かつ自身も仕事を確実にこなし、あっという間に仕事を片付けてしまう能力を持つ。大胆で肝が据わっているために多少の事には動じない頼れる一面も併せ持つが女性には弱く、三十路となった現在も独身のままである。
名前の元ネタは「ごまだれ」。
ビビンバッハ楽士
笑顔が絶えない少年楽士。ムードメーカーであり彼の笑いに癒される者も多い。音楽を純粋に楽しむ心を持ち、自分の演奏で多くの人々が幸せになってくれれば良いと考えている。面会する事で城のBGMに打楽器と笛の音色のパートが挿入される。
名前の元ネタは「ビビンバ＋バッハ」。
布係ビセット
紡ぎ手エイランチと同じ職種の仕事をしており、布の調達や新しい服のデザインを考える担当。物静かで感情表現をあまりしないために時に誤解されてしまう事もある。伝説の布に憧れており、ひと目見てみたいと願っている。ムサシにも伝説の布についての情報を教えてくれる。
名前の元ネタは「Bセット」。
クーパー・シェフ
もどかしい二枚舌気味の言動を好む、コメを利用した料理を得意としているシェフ。ヤクイニック城周辺ではコメは入手しにくいために実力を発揮できずに悩んでいる。グラムとリブがコメを収穫していれば、彼を救出する事でライスボールを開発してくれる。
名前の元ネタは「クッパ」。
傭兵ロースウ
赤いマントが特徴の傭兵団リーダー。弟ミーノとカルビという年少者ばかりの傭兵団をまとめている責任感が強い人物で、最近は盗賊のアジトを調査するなどの大人顔負けの立派な任務を遂行中。盗賊のアジトへ入り込む時の暗号メモを持っている人物。
名前の元ネタは「ロース」。
ビール監督パストラミ
若いながらアルコール中毒で亡くなった先代を継いだ二代目ビール監督。既に実力は先代を超えたとささやかれるほどの腕前を持ち、遠方からわざわざ彼のビールを飲みに来る者もいるほど。アルコールやビールに関する事は全て彼が担当している。態度が横柄なのが玉に瑕。
名前の元ネタは「パストラミ」。
ムッシュ・ワギュウ
料理に情熱を傾ける料理責任者。10歳の時に料理人を目指して以来、努力と修行を重ねて味の道を追究してきた。あまりの料理道一本っぷりに奥さんとは別居しているほど。左頬のキズについては多くを語らない。グラムとリブがコメを収穫していれば、彼を救出する事でワギュウおにぎりを開発してくれる。
名前の元ネタは「和牛」。
音楽団長バラヤン
城の音楽団をまとめる中年のヴァイオリニストにしてコンサートマスター。年少者ばかりの楽団員たちには父親のように接している。今は小さな音楽団だが、人数を増やして盛大なフル・オーケストラを組むのが夢。面会する事で城のBGMにヴァイオリンのパートが挿入される。
名前の元ネタは「バラ肉＋カラヤン」。
肉切りハーラミン
肉を切ることにこの上ない満足感と快感を得る肉切り専門家。「ヌ〜ン」という掛け声よろしく肉を切りまくっている。肉が切れない日はご機嫌斜めになってしまうほどで、野菜類の調理は嫌い。ムサシにも肉のどういうところが好きかということを話してくれる。
名前の元ネタは「ハラミ」。
騎士コブクローネ
ムサシの事を「奇跡の人」と呼ぶ、騎士団長タンシオーネの息子。幼少時に本人の意思は無視されて騎士団に入れられてしまった。臆病な性格で、デスペラードアタックという難易度の高い必殺技を知っているが自分では怖くて使いたがらず、ムサシに教えてくれる。騎士ニックとは仲が良い。
名前の元ネタは「子袋」。
モルホン医師
ロリコン気質がある怪しい医者。その極度の近眼をレンズの厚いビン底眼鏡で補強している。医師としての腕前は確かだが血を見るのが大の苦手。城内の住民の健康チェックは欠かさない。面会するとムサシのHPなどが全回復するリカバーSPを飲ませてくれる。
名前の元ネタは「ホルモン」。
騎士団長タンシオーネ
厳しく勇敢なヤクイニック城騎士団長であり、騎士コブクローネの実父。実戦経験が無い他の騎士たちと異なり、タンシオーネだけは戦場での戦闘経験を持っている。騎士団員たちにはその頃の経験を含めて毎日訓練をさせている。得意技としているタンシオーネ・クロスアタックをムサシに教えてくれる。
名前の元ネタは「タン塩」。
ゾウモッツ書記
わずか15歳にして、あらゆる国の言語に精通する天才少女。机に向かうことが多かったため、男性に対しての免疫がない。それゆえ、ムサシに救出されたとき、なかばすりこみ気味にムサシに恋してしまう。救出することでハーチノス司祭には読めない本の翻訳をしてくれる。
名前の元ネタは「臓物」。
ヤクイニック国王
声：山寺宏一
ヤクイニック王国第9代国王。家臣や村人からの信頼も厚く、人々からは良き国王と慕われている。しかし彼が誰にも行き先を告げずにバカンスに行ったために、王国は存亡の危機に陥れられてしまう。設定上の本名は「シャトウ」。ムサシからは「トノさま」と呼ばれる。
名前の元ネタは「シャトーブリアン」。
ヤクイニック王妃
声：三石琴乃
現国王の妃にしてフィーレ姫の母。姫とは違いおっとりとした性格で、彼女のことをいつも気にかけている。設定上の本名は「ブリアン」。
名前の元ネタは「シャトーブリアン」。

### アミヤクイ村
アミヤクイは「網焼き」をもじったもので、村人の名前は自身の仕事と関係する言葉をもじったものが多い。
オサメル村長
声：緒方賢一
ムサシを信頼し切っているアミヤクイ村のリーダー。責任感が強く問題の改善のためには努力を惜しまない熱血ぶりを見せるが、自分の手に負えない事に遭遇するとまずムサシに頼み込むという性格。時には難題過ぎる依頼をも平気で口にする。村長としての仕事は雑用が多いらしく、村人たちの要望を聞き入れてはそれに即した対応を取るというのが基本方針。
第4章開始直後から消火イベント終了までは風邪で寝込んでいる。
名前の元ネタは「治める」。
オサメル夫人
村長を内助の功で陰で支える良妻にして料理が得意な優しい女性。子供がいないためにムサシの事を少なからず息子として認識しているフシもあり、暖かいまなざしで見守ってくれている。オサメル村長とは大恋愛の末の結婚だった。
名前の元ネタは「治める」。
ブレッド
パン職人。毎朝パンを焼いては娘のジャムに店員を任せて自分は酒に入り浸る日々を送る。全ては妻を失ってからの性癖であり、酒場で愚痴をこぼすようになったのもそれからの事である。パン焼きの腕前は超一流で、王国主催のコンクールでも入賞するほどの腕前を持つ（その時にもらったタテはなくしてしまった）。
名前の元ネタは「ブレッド」。
ジャム
声：大谷育江
父ブレッドの不甲斐なさをしっかり支えるパン屋の看板娘。亡くなった母と同様に心優しい性格で、おつかいに来た子供にも親切に接する。酒に溺れる父に代わり、明るく朗らかに店を切り盛りしている。
名前の元ネタは「ジャム」。
アイおばさん
声：安達忍
快活でたくましい肝っ玉母さん的な雑貨屋のおばさん。6年前に夫をスチームウッド関係の事故で亡くしており、それからは女手ひとつで息子のテムを育てている。薬や食べ物を中心に様々なものを提供しており、城と提携して米料理関係も販売するようになる。
名前の元ネタは「アイテム」。
テム
声：大谷育江
アイおばさんの一人息子。やんちゃな性格。宿屋のレントの娘・ミントとは友達で二人はいつも一緒に遊び回っている。現在は勇者ごっこが二人の流行らしく、鍋を兜がわりに被っている。家では母のアイおばさんにビシバシ厳しいしつけをされているせいか、家の外では何かと素直になれずにムサシに憎まれ口を叩く事も多い。彼は物語中盤で大変な状況に陥ってしまう。
名前の元ネタは「アイテム」。
レント
声：江原正士
多少ぶっきらぼうな面はあるものの、心優しく人との交流が好きな宿屋の主人。宿屋の経営は実はレントともうひとり、双子の弟のルームとの共同経営なのだが、真面目に仕事をする兄レントとは異なり弟のルームは遊び人であり、通常はレントが宿屋の掃除や経営の全てを担っている。あるイベントの結果によっては弟達を残して村を旅立ってしまう。一人娘のミントがいる。
名前の元ネタは英語で借りるという意味の「レント」。
ミント
声：小西寛子
レントの一人娘であり、アイおばさんの息子のテムとは友達。おしゃまで明るく、元気の良い少女。テムよりもひとつ年上なので普段はミントの方がテムをリードしているが、ガンリュー島のナメクジ岩だけは苦手。母親が居ないためにアイおばさんにとてもよく懐いている。「勇者の兜」と称してザルを被っている。
名前の元ネタは「ミント」。
ルーム
声：江原正士
レントの双子の弟。遊び人でいい加減な人物で、普段は酒場で入り浸っている。宿屋で店番を任せれば一応兄レントと同じような対応はしてくれるが、その性格はレントとは正反対。あるイベントの結果によってはアミヤクイ村の宿屋の正式な主人になる。
名前の元ネタは英語で部屋という意味の「ルーム」。
ボリーじいさん
声：西川幾雄
かくしゃくとした老人で多少偏屈なところもある鑑定屋。その鑑定眼で、さまざまなところから集めてきたガラクタの山を骨董品として大切に店内の至るところに陳列している。ジャンとの取引もしていたのだがロクなものが無かったらしく嘆いており、一度伝説の武具を鑑定したいと願っている。
名前の元ネタは「ぼったくり」。しかし、ボリーがゲーム中でムサシをぼったくったことは一度もない。
ルーズ
声：植木誠
フィギュア好きが高じておもちゃ屋「トーイざんす」の経営を始めてしまった無類のフィギュアオタク。店内にはたくさんのフィギュアを並べて販売しているが、入荷されたフィギュアは真っ先にルーズが買い占めてしまい店には第二次出荷以降の商品しか置かない事から村人からの人気はさほど良くない。
名前の元ネタは「ルーズ（フィギュアのケースを開けた状態）」。トーイざんすは「トイザらス」をもじったもの。
ホワイト牧師
声：亀山助清
一応教会があるアミヤクイ村の牧師として日々精進に努める心穏やかな人物。アミヤクイ村の村人はさほど信仰心が強いほうではなく、ホワイト牧師は教会があまり役に立っていないのではないかと悩み、人々の役に立つための教会を思案している。解毒の術を会得しており、最近は死者を蘇生させる方法も研究している。
名前の元ネタは英語で白という意味の「ホワイト」。
ダクレイ
ダクレイズ・バーのマスター。もともとは他の土地から流れてきた人物で、この村の地下にある遺跡の財宝を求めて当事古びたカジノだったバーを買い取って酒場として改築すると共に地下に穴を掘って遺跡の盗掘を目論んでいる。色気に惑わされてタンブラーを雇ったがマッチョも一緒に来てしまったために手が出せないでいるらしい。未成年ながら入店したムサシを煙たがっていたが、第4章以降は彼に話しかけると遺跡に入ることが可能になる。
名前の元ネタは「飲んだくれ」。
タンブラー
声：三石琴乃
大火事に見舞われて別の村から流れてきたセクシーな女性。色気だけでなく男性をその気にさせる話術も心得ているママさん。マスターであるダクレイに代わってお客に飲み物を出したりもするが、ムサシは未成年のためお酒は注文できない。
名前の元ネタは「タンブラーグラス」。
マッチョ
タンブラーの連れの大男。ガタイもいいが腕っ節も強く、オサメル村長じきじきにふたご山の見張りを頼まれている。タンブラー個人のボディーガードだが、かつてタンブラーが暴漢に襲われた時に救い出したという経緯があり、マッチョ自身実はタンブラーに片思いしている。話しかけるとお金を賭けて「ハイ＆ロー（後述）」で勝負をすることができる。
名前の元ネタは「マッチョ」。
ラクターじいさん
声：西川幾雄
大声で威勢よく挨拶するのを欠かさない農家の老人。元は鉱夫だったが、スチームウッドの建設と同時に農家に転職したのが大当たり。以来最上級の小麦を提供し続け、その出来の良さはブレッドのパン屋と直接提携しているほど。第6章開始以降に家を訪ねるとコジローのフィギュアが入手可能。
名前の元ネタは「トラクター」。
ラクターばあさん
孫を失ったショックから立ち直れていないラクター夫人。昔は大変な美人でウィドじいさんからも求婚されたほどだったらしい。孫のバインがある日迷い込んだ廃坑で死亡してからというもの、そのショックを引きずったまま今に至る。ムサシのことを孫だと勘違いすることが多い。
名前の元ネタは「トラクター」。
ファーマー
声：郷田ほづみ
いつもにこやかで朗らかな人物。大変なフィギュア好きで、かつては毎回新作が出るたびに購入していたほど。現在はそれも落ち着いており気に入ったものに絞って購入しているらしい。いくつかのフィギュアは妻に売られてしまっているが、それでも毎日のようにトーイざんすに通う日々を送る。
名前の元ネタは英語で農夫という意味の「ファーマー」。
ファーマー夫人
ファーマーとは幼馴染で長い付き合いを経て結婚している。夫のあまりのフィギュア好きを見てフィギュアに夫が取られてしまったと感じており、フィギュアをこっそりと高値で売り払っている。
名前の元ネタは英語で農夫という意味の「ファーマー」。
ランド
ヤクイニック城とアミヤクイ村とを結ぶゴンドラの管理人。ただならぬ責任感を持っており、ゴンドラがバカにされる事は決して許せない。ル・コアール帝国により破壊されたゴンドラの復旧を夢見て酒に入り浸る日々を送る。
名前の元ネタは「ゴンドラ」。
ランド夫人
噂好きの姉さん女房。普段はファーマー夫人との井戸端会議に花を咲かせている。夫がゴンドラ復旧を夢見ているのと同様に夫人もゴンドラにいつか乗れる事を期待している。
名前の元ネタは「ゴンドラ」。
ライス
声：茶風林
中年の一人暮らし農夫。昔の話に明るく、いろいろな事を知っている知恵袋でもある。村で一番大きな畑を所有しているが収穫については思わしくなく、悩んでいるらしい。
名前の元ネタは英語で米という意味の「ライス」。
ウィドじいさん
元は鉱夫の責任者だった老人。スチームウッドのせいで職を失い村はずれの風車小屋に住んで粉引きの仕事に明け暮れている。睡眠不足は人類の敵だと思っているために生活が非常に不規則で、仕事以外の時間はずっと寝っぱなしである。
名前の元ネタは英語で風という意味の「ウインド」。
フォレス
声：千葉繁
お気楽な放浪老人。ぶらぶらして遊び歩いていたところを村長に捕まってほとんど強制的にスチームウッドの管理を任されたものの、機械いじりは得意な方ではない上に元来の不真面目さも起因してスチームウッドを放置しっぱなしにしてしまい、結果としてスチームウッド暴走を招いた。ムチャクチャな言い訳や言い逃れをさせれば天下一品、アミヤクイ村一番の無責任男。
名前の元ネタは英語で森林という意味の「フォレスト」。

### ル・コアール帝国
ル・コアールは「アルコール」をもじったもので、幹部は酒類の名前になっている。
テキーラ総統
声：緒方賢一
ル・コアール帝国最高権力者。もともとは帝国軍を統括する役職だったがいずれは帝国の頂点に立つ事を目論んでおり、新型ビンチョロイド兵のお披露目を利用した暴走事故を企てて前皇帝ストリチナヤと皇妃ストロワヤを襲撃、殺害。そのまま総統の座に君臨した。しかしル・コアール帝国の支配だけでは飽き足らず全世界の支配にまで手を伸ばし、レイガンドと五輪の書を使って「闇の魔人」覚醒を企んでいる。体臭がきつい。口癖は「〜ぞなもし」。
最終章でムサシからレイガンドの引渡しに成功し、復活したダークレイガンドでムサシら共々始末しようとしたが、最後はダークレイガンドに踏み潰され、下敷きとなって死亡した。
名前の元ネタは「テキーラ」。
ウォッカ大佐
声：大塚明夫
ル・コアール帝国大佐。寡黙で冷静。落ちこぼれのリーダーズフォースを拾って隠密に面倒を見ているが、彼らの失態に頭が痛い日々を送る。テキーラの目的とは別に彼自身の目的があり、そのためにムサシを追いかけている。
名前の元ネタは「ウォッカ」。
ブランディ大尉
声：三石琴乃
ル・コアール帝国大尉。ル・コアール帝国情報部所属。リキュール中尉の姉。国内で行われたミス・ル・コアール コンテスト優勝。クールでマイペース。情報部の仕事は情報収集、スパイ活動に始まりビンチョロイド兵化させるにふさわしい植物・動物調査にまで及び、基本的にそれぞれが独自の判断で勝手に行動している。ブランディも例に漏れず、ウォッカとリーダーズフォースの繋がりを個人的に調べている。
名前の元ネタは「ブランデー」。
リキュール中尉
声：宮村優子
ル・コアール帝国中尉。ル・コアール帝国情報部所属。ブランディ大尉の妹。国内で行われたミス・ル・コアール コンテスト準優勝（このときの優勝者が姉であり、このことを今も根に持っている）。標的をビンチョフィールドに閉じ込めてしまう銃を持っており、ヤクイニック王国の使用人をこの銃で撃ち世界の各地に飛ばしたことから分かる通り、機械に関する知識は豊富。
ブランディとリキュールが優勝、準優勝したというミス・ル・コアールコンテストだが、主催はテキーラ。二人がコンテストで好成績を獲得するとさっそく二人を幹部にするなど、テキーラの自分勝手ぶりが表れている。
名前の元ネタは「リキュール」。
ボルドー少尉
声：千葉繁
ル・コアール帝国少尉。テキーラ総統の実息。ムサシとフィーレ姫いわく「筋肉バカ」。筋骨隆々とした体型は仮面によるドーピングであり、この特殊な仮面をかぶることにより筋力が飛躍的に上昇する。今回の襲撃に最も関わっていたのが彼であり、主にル・コアール兵の統率を任されている。第一章のボス、スチームナイトは彼の自作によるもの。ゲーム本編後は帝国幹部が彼以外全員不在となっていたこともあり、リカーバレル維持のために奮闘する様子が解体新書に描かれている。口癖は「〜っぺ！」と「ヌハハハハハ」。
名前の元ネタは「ボルドー」。
リーダーズフォース
3人のメンバーそれぞれが、自分がリーダーだと思い込んでいる盗賊チーム。その正体は帝国の英雄召喚実験によってこの世界に呼び出された異世界の元犯罪者たち。英雄ではないことを知った帝国軍に見捨てられそうになったのをウォッカ大佐に拾われた。以来大佐に忠誠を誓い、大佐の指令どおりに行動する。ただしチームワークは悪い。
エド
声：山寺宏一
自称リーダーズフォースの天才リーダー。エセ関西弁を使う。口達者だが小心者、チビだが身軽ですばしっこい。ムサシを見つけた時のセリフ「なんやこのチビ」というのに「お前に言われたくないぜ！」と言い返されており、年下のテムにまで「ヘンなチビ」と呼ばれている始末である。巨大なビームを放つ波動砲と爆弾を使った戦法を得意とする。元の世界では盗人だった。
キャラクターモデルは石川五右衛門。テーマBGMは「エドっちゅーとるやんけ！」。名前の元ネタは「江戸」。
ベーン
声：茶風林
自称リーダーズフォースの巨漢リーダー。エセ薩摩弁を使う。体格は15歳にして179cm/129kgというがっしり体型だが頭の回転が遅く、言葉遣いものろい。常に薙刀を手にして威圧たっぷりに見下ろす仕草を取っている。実は「バカ」という言葉には大変敏感で、「おいどんバカじゃない」とパニック状態に陥るまで否定に走る。戦闘では背中に背負ったカゴから爆弾や手裏剣、斧を取り出して投げつける。元の世界では悪名高い刀コレクターだった。
キャラクターモデルは武蔵坊弁慶。テーマBGMは「ベーンでごわす！」。
トポ
声：大谷育江
自称リーダーズフォースのファッションリーダー。姉御肌でさっぱりした性格だが自分たちを拾ってくれたウォッカには大変な恩を感じており、ひそかに思いを寄せている。変装が得意で、普段装着しているネズミの付け耳と尻尾もアクセサリ。直接的な戦闘は不得手だがダンスが得意であり、ダンスによる戦いに相手を巻き込ませてムサシを苦しめる。元の世界では粋な女盗賊だった。
キャラクターモデルは女ねずみ小僧。テーマBGMは「トポのグルーヴ天国」。名前の元ネタはイタリア語でネズミという意味の「トッポ」。

### クレスト=ガーディアン
各地に五体存在する五輪の書の紋章を守るガーディアン。五輪の書の解放だけでは本来の解放とは言えず、彼らクレスト=ガーディアンを倒す事で本来の力が呼び覚まされ、各地に存在する該当する紋章の解放が可能となる。
スカル=ピオン
地の紋章を守るクレスト=ガーディアン。ヘルズバレーに封印されている。
見た目はドラゴンの化石とサソリを融合したような姿で、尻尾以外は全体的に骨で形成されている。鈍重そうな見た目とは裏腹にスピーディな立ち回りを得意とし、ジャンプしての体当たりや踏み潰し、突進、また壁に這い登る事もできる。その尻尾には猛毒が仕込まれ、刺されたら毒状態に陥ってしまう。口からは流砂で形成された「サンドブレス」を吐き出す。あまりの装甲に通常時ではレイガンドですらもダメージを与える事はできず、その他ムサシの通常攻撃及びゲット・イン技の全てが跳ね返されてしまう。
レリクスキーパー
水の紋章を守るクレスト=ガーディアン。遺跡に封印されている。
とても巨大で、顔にはレリクスヴァンビの背中にあるものと同じ眼が描かれており、コア（核）もそこに付いている。しかしその大きさ故に、ムサシと戦う際は天井に頭をぶつけてしまい、天井が崩れ落ちてきて身動きが取れない状態に陥ってしまう（まともに戦えたならば強さはかなり変わっていたであろう）。ムサシには「どんくせぇ」とまで言われる始末である。そのために本体ではなく本体の眼から放射された炎と戦闘する事になる。
炎は眼があり、全体的に燃えている。自由自在に形を変化させる事が可能で剣のような姿になったり跳ね回ったり、小さな火の粉を飛ばして攻撃したりという多彩な攻撃を繰り出す。
フロストドラグーン
火の紋章を守るクレスト=ガーディアン。フリーズパレスに封印されている。
空を飛翔する細長い龍の姿をしており、全体的に凍結している。宙を漂いながら突撃し、攻撃の瞬間はその時に絞られる。細長い胴体を利用してのなぎ払いや遠距離まで届く突き攻撃も得意。口から氷塊やブリザードブレスを吐き出す事もあるが、ブレスを使った後は体力を消耗するのか一時的に疲労状態になる。弱点である炎による攻撃しか効果がない。
アントヒルクィーン
風の紋章を守るクレスト=ガーディアン。アリの巣に封印されている。
アントヒルクィーン自体は動かず、ムサシはアントヒルクィーンの腹上にて戦う事になる。アントヒルクィーンは酸の雨やつかみで基本的に上半身のみで戦うが、時折ムサシの足場、つまり腹上からの攻撃もする。アリの女王という名の通り幼虫を生み出す事もあり、これらもムサシの敵として攻撃してくる。毒に関係する技を多数使いこなす。
タワー オブ デス
空の紋章を守るクレスト=ガーディアン。リカーバレルに封印されている。
多数の眼を持った塔の姿をしている。戦闘は特殊で、ムサシは常時「空の巻」が発動した状態での戦闘になる。浮遊しているムサシの位置に関わらず眼からビームを射出したり塔本体からパネルを突き出したりパネル同士から電撃を流して攻撃する他、しばらくの間混乱させる波動も持つ。これらの攻撃を浮遊状態で避けながらコアを探すという戦闘方法もあり、この戦闘だけはシューティングゲームに通じるものがある。頭頂部には空の紋章が刻まれている。

### その他
コジロー
声：安達忍
もとの世界にいたときからのムサシの宿敵。フィーレ姫が召喚したもう一人の英雄。しかし、これまた姫の腕が未熟だったせいで、ムサシ同様子供の姿になってしまった。おでこの傷の復讐を果たすべく（ムサシが言うには、コジローが勝手に転んだ時の傷らしい）、召喚した姫の願いを無視し、ひたすらムサシを追いまわす。
剣の流派は巌流。利き手の右手で“ものほしざお”と呼ばれる長剣をあやつる。
ゲーム中では最終局面で退場、エンディングにも登場しないが生存しており、子供の姿のまま元の世界に返されていた事が解体新書で明かされている。
キャラクターモデルは佐々木小次郎。
ジャン
声：大塚明夫
自称･トレジャーハンター。愛犬のレノと共に、旅をしている。城の宝を盗んだ罪で村人により捕えられていたが、のちにムサシのよき協力者になる。
名前の元ネタは俳優のジャン・レノ。
レノ
ジャンが連れている犬。忠犬的存在。テムにはチョビと呼ばれている。
名前の元ネタは俳優のジャン･レノ。
闇の魔人（ダークレイガンド）
声：江原正士
160年前、英雄武蔵によって封印された魔人。その時使用された剣がレイガンドだとされているが、実際はレイガンドの中に封印されていたことが明らかになる。エネルギーを吸収することで新たな力を得ることができるらしい。
ダークレイガンド 第1形態
レイガンドから開放された直後のダークレイガンド。体全体が赤く、頭部には黒く曲がった角が生えている他、両手足には鎖を引きちぎったような輪っかがついている。能力は不明であるが、劇中では浮遊した状態でムサシ達を追跡している。
ダークレイガンド 第2形態
第1形態がコジローを吸収して最初の進化を遂げた姿。体全体がより肥大化し、体表は緑色になり、ドラゴンを思わせるかのような尻尾と頭部が特徴。ムサシを捕らえて投げつける戦法のほか、火炎や衝撃波の攻撃を得意とする。
ダークレイガンド 最終形態
ムサシに倒されたダークレイガンドがビンチョクリスタルタワーにあったビンチョクリスタルを吸収することでさらに進化した最強形態。背丈は等身大になり、体表は白く、前者2つの醜い外見とは裏腹にややスタイリッシュな外見になっている。体のオーラの色によって様々な能力を発する。

## 地域
ヤクイニック城
9代目ヤクイニック国王が治める平和なヤクイニック国の城。長い間争いや揉め事が無かった国風があり、国王自身もなんとなく政治をしているだけだった。そこに侵略してきたル・コアール帝国により一瞬で城の住民はビンチョフィールドという宝石のようなものに幽閉封印されて各地に散らばってしまい、国王がたまたま不在だった事も原因して実質的に無力化させられてしまう。ヤクイニック城には代々「英雄召喚」と呼ばれる儀式が受け継がれており、ヤクイニックの姫であるフィーレ姫がこれを無理やり行って召喚したのがムサシという事になる。
第一章でのイベント後は自由に出入りできるようになり、図書館やムサシの部屋などへ入る事が可能。面会の間ではそれまでにビンチョフィールドから救出した城の住人と面会する事ができ、場合によってはムサシが新たな必殺技を覚えたりイベントが発生したり単純に情報が聞けたりもする。
いざないの森
ヤクイニック城の裏に広がるうっそうとした森。らせんの塔に向かって一直線に道が伸びているが、これは裏を返せばここに罠が大量に仕掛けられていると思って間違いない。らせんの塔にあるレイガンドを狙ってル・コアール兵が多数入り込んでおり、もともと生息していたモンスターも合わせて進むのが困難な森の道。第一章で訪れた後はゲーム中では二度と入る事はできない。
らせんの塔
ヤクイニック城に伝わる光の剣レイガンドが封印されている塔。レイガンド自体は塔の屋上に封印されているが、そこに到達するまでにもいくつかの仕掛けが存在する。ル・コアール兵も多数入り込んでいる。いざないの森同様、第一章の後はプレイヤーが二度と入る事はできない。
アミヤクイ村
ゲーム中でムサシの冒険の拠点となる村。宿屋、雑貨屋、パン屋、教会などが軒を連ねており、鑑定屋やおもちゃ屋も存在。もともとはビンチョタイトを発掘できる鉱山で賑わった村だったが、スチームウッドの開発と設置により鉱夫たちはほとんどが帰郷し、現在生活している人々は元鉱夫の家族が農家となった者が大半。質素ながらも毎日の生活感にあふれ、親切で優しい住民たちがその大半を占めている。ヤクイニック城とはゴンドラで行き来するようになっており、城と村の間には一般人では越えられないほどの巨大な崖が存在する。
廃坑 - 地底湖
アミヤクイ村から入る事のできる巨大な坑道。ビンチョタイトを手作業で採掘していた昔は賑わったが、スチームウッドの完成と共にその必要性はなくなりまったくの廃坑になって久しい。ベルトコンベアやビンチョタイト廃液が放置され点在している坑道だけではなく、地底湖やヤクイニック城のスクラップ置き場も内包する。入口は封印されている。
アリの巣
廃坑の一部とも繋がっている巣穴。坑道が放置されてからもそのビンチョタイトからのエネルギーで異常に巨大化したアリたちは活動を止める事は無く、むしろ廃坑をも取り込んで広大なコミューンを形成している。人間という天敵が居なくなった今、彼らは爆発的に増殖しその進行を止める事は不可能にまで陥っている。最深部には風の紋章を守るクレスト=ガーディアン、アントヒルクィーンが存在する。
遺跡
アミヤクイ村の地下に広大に広がる、はるか昔火の神を信仰していた民により築かれたと思われる遺跡。信仰には生け贄の風習があったようでその犠牲者たちの魂がウィスプなどに成り果てて浮遊している。遺跡は大きく分けて四つのフロアに分かれているが、そのどれにもマグマや炎に関係するトラップがそこかしこに仕掛けられている。水の紋章を守るクレスト=ガーディアン、レリクスキーパーが封印されている。
井戸の底
アミヤクイ村の井戸の底に広がる空洞。秘密の抜け穴から英雄武蔵が風の巻を封印した高台へ続いているが、現在それを知る者はいない。

ふたご山
兄山と弟山で構成される、アミヤクイ村の隣に存在する大きな山。周囲を湖に囲まれており山の中にも滝が流れている。ぐるぐると回転するように上った頂上にその水の出所がある。大昔、巨大な竜が生息していた山とされ、現在は化石となって山の至るところにその姿を晒している。モンスターやル・コアール兵が多いためにアミヤクイ村の住民はめったな事では山には入らない。
ヘルズバレー
ふたご山の外れに存在する、ヤクイニック国の天然監獄。名前の通り周囲をぐるりと崖に囲まれた場所で、入口の門を閉められたら出る事はできない。ここには地の紋章を守るクレスト=ガーディアン、スカル=ピオンが封印されている。

すいまの森
アミヤクイ村のすぐ横に存在するうっそうとした森。すいまとは「睡魔」であり、この名前はこの森に生息するスリーピーの得意技、睡眠粉から取ってつけられたもの。それ以外にもビンチョタイトの影響で異常進化した植物モンスターが生息している。森の規模自体は小さいが、この森を抜けなければたどり着けない場所が多い。
スチームウッドの森
すいまの森の横に繋がる森。どんな電気製品をも動かせる脅威の燃料、ビンチョロンを生成する装置がスチームウッド。スチームウッドからすいまの森にまで伸びたパイプからは常に蒸気が噴出している。元は「大樹の森」と呼ばれており、この大樹こそが現在のスチームウッドの姿なのだが、それを知る人物はもうほとんどいなくなっている。
スチームウッド
巨大なビンチョタイト生成装置。内部には1番 - 8番のバルブが存在し、ビンチョタイト製造装置を制御している。ル・コアール帝国によって暴走させられてしまう。順番にバルブを閉めていけば暴走を食い止めることができる。また暴走時は全体的な制限時間に加え、それぞれのバルブを閉めてから次のバルブを閉めるまでの制限時間までもが存在する。二章と五章で暴走を食い止めるイベントは発生するが、五章では制限時間に加えて抜けたバルブのハンドルを探す必要も出てくる。
ガンリュー島
島という名前ではあるが実際は海辺。山口県に実在する、武蔵と小次郎が決闘した「巌流島」をそのままイメージしており、ゲーム中でもムサシとコジローの決闘イベントがある。普段は巨大ナメクジが道を塞いでいる。
さまよいの森
すいまの森の奥にある不気味な森。同じような地形が続くために非常に迷いやすく、何かの道しるべが無ければ抜ける事はまず不可能に近い。深部にはアミヤクイ村が鉱山村だった当事、鉱山内で事故死した者たちの墓が点在している。また、別のルートからはフリーズパレスへ続く道も存在する。
フリーズパレス
さまよいの森を抜けたところに構える氷仕掛けの城。周辺は雪が降り積もり、いかにも寒々しい。もともとは普通の古城だったものが、最深部に生息している火の紋章を守るクレスト=ガーディアン、フロストドラグーンの影響で全体的に氷付けになってしまった。一時期、ル・コアール帝国が拠点を作っていた事もあるが現在その痕跡は無い。しかしそれをいいことに盗賊たちがアジトを作っているという噂がある。

空の巻の地
地上には存在せず、天空を浮遊している小さな小島が空の巻の地。一定のルートを周回しそこから水を降り注がせている。このため、地上ではあたかも雨が降っているような現象が起きる。この雨の事を文献では「神の涙落ちる時」と記してあり、その時こそが真上に空の巻の地が来ていることになる。
リカーバレル
ル・コアール帝国の本拠地であり、天空に浮遊する大陸然とした大国家。浮遊するためのエネルギー維持には膨大なビンチョロンのエネルギーが必要であり、定期的にスチームウッドとパイプをつないでエネルギーを補給している。迷路のような空中庭園や広大で複雑な地下工場、牢獄を内包しており、攻略は一筋縄ではいかない。最深部にはビンチョクリスタルタワーが存在する。空の紋章を守るクレスト=ガーディアン、タワーオブデスも存在。名前は「酒樽」から。

## 用語
伝説の英雄、武蔵
ヤクイニック王国やル・コアール帝国などに昔から伝わる英雄。本作の主人公ムサシとは同じ読みではあるがムサシはカタカナ、英雄の武蔵は漢字で表記されている。この英雄武蔵は160年前に異世界から現れて世界を救ったとされ、その旅の中で五輪の書とレイガンドを見つけた。旅の終わりにその二つを封印して異世界に舞い戻ったとされている。ヤクイニック王国には英雄武蔵が使っていた伝説の武具がいまだに眠っている。
英雄召喚
ヤクイニック王族にのみ伝わる儀式。国が窮地に陥った時に特別に純度が高く巨大なビンチョタイトに思念を送る事で異世界から英雄を召喚するというもので、ムサシはフィーレ姫の英雄召喚によりヤクイニック城へと召喚させられた。ただしムサシの場合は修行中だったフィーレ姫の力での召喚だったために、ムサシの少年化などのさまざまなデメリットを伴ってしまっている。
コジローやリーダーズフォースの3人も英雄召喚により現れており、前者はル・コアール帝国に捕らわれたまま無理やり英雄召喚をしてみたフィーレ姫によるもの。後者は英雄召喚の実験のためにル・コアール帝国の科学力で似たような儀式を行って召喚された3人組で、少年化しているあたりやはり失敗したらしい。
伝説の武具
英雄武蔵が使っていたとされる武器を除いた各種装備品。以下のような種類と効果がある。通常、各地の宝箱にガラクタとして眠っているが、「伝説の寝袋」「伝説の手袋」は「伝説の布」を裁縫する事で作成できる（どちらかを選択する）。なお、「ベンケイブレス」「ゲイシャベルト」「ヒキャクシューズ」はゲームを進行する中で必須となる。
ベンケイブレス（鑑定前：大きな腕輪）
特定の壁をよじ登ることが可能になる。
ゲイシャベルト（鑑定前：汚いベルト）
空中でのジャンプ（2段ジャンプ）、バック宙が可能になる。
エキシャゴーグル（鑑定前：ひび割れメガネ）
鑑定が必要なアイテムを入手した際、その場で鑑定するようになる。
サムライダマシイ（鑑定前：よれよれシャツ）
ゲージのチャージ速度が上昇する。
ヒキャクシューズ（鑑定前：真っ赤なボロぐつ）
氷の上で滑る事がなくなる。また、足のツボを刺激して眠気の上昇を抑える。
伝説の寝袋
野宿時、BPの回復と眠気の完全回復（速度も上昇）が可能になる。
伝説の手袋
クリティカルヒット時のダメージが上昇する。

五輪の書とクレスト=ガーディアン
伝説の英雄・武蔵がこの世界に残した石版のこと。地、水、火、風、空の5つからなる。この石版はレイガンドでのみ壊すことができ、壊すことによりレイガンドに新しい能力をもたらす。また、各地には「紋章」と呼ばれるものが散らばっており、クレスト=ガーディアン（ボス）を倒し、五輪の書の力を使うと力を解放することができる。それぞれの効果などは#戦闘システムを参照。名前は宮本武蔵が著した兵法書「五輪書」から。
ビンチョタイト
この世界で採掘できる鉱石。これを加工し「ビンチョロン」にする事で生活一般用具など全ての機械製品の原動力に使われる高エネルギーに変化する。ただし、加工の過程で毒性が強い廃液が発生し、さらに一部の植物や動物に悪影響を及ぼしさまざまな進化、変化をさせる。ル・コアール関係の敵を除いた一般的なモンスターはほとんどがビンチョタイトが原因でモンスター化している。名前は「備長炭」をもじったもの。
アミヤクイ村はかつてこのビンチョタイトが採掘できる事で賑わったのだが、ル・コアール帝国が開発したスチームウッドでより効率的にビンチョタイトを生成できるようになり、鉱山での採掘はほとんど廃止されているのが現状。ヤクイニック王国の英雄召喚にもビンチョタイトは使われるが、このビンチョタイトは通常のものよりはるかに巨大かつ純度が高いもの（ビンチョクリスタル）が利用される。
ビンチョロン
ビンチョタイトを加工して作られるエネルギー。通常は機械のエネルギーとして利用され、この世界に登場する全ての住民はこのビンチョロンによっての生活を営んでいる。
ビンチョフィールド
ビンチョタイトと同様の物質。これは精製して作られるものとは異なり、ル・コアール帝国が開発した兵器により発生させられる。これを浴びた人間は気絶した状態のまま内側から出る事のできないほとんど牢獄のような場所に幽閉されてしまい、実質的に無力化する。レイガンドで斬る事で解放できると同時にBPの最大値も増える。
ビンチョロイド
ル・コアール帝国が開発したビンチョロンを動力とする兵器。

## その他

### ミニゲーム
ミニゲームとされるものは3種類存在するが、ハイ&ロー以外は限定された章、場面でのみしかプレイできない。
ハイ&ロー
ダクレイズバー経営時間帯にマッチョに話しかけるとプレイできるミニゲーム。掛け金は100ドラン。
マッチョが引いた1～13のカードの次に引くカードがその数字より高いか低いかを予想する。予想が的中すると掛け金が2倍に増えるが、外れると全て没収となる。引いたカードが同じ数字だった場合はもう一度引いて決める。なお、10連勝するとギブアップとなって勝負ができなくなる。
レッツ！げきりゅう
第二章でジャンにイカダを作ってもらってから二章が終わるまでプレイできるミニゲーム。イカダを操ってドランをゲットしながら障害物や落下する岩、およびル・コアール兵の妨害を避けて終着点を目指すもので、何かに4回ぶつかるとゲームオーバーとなる（スタート地点からやりなおし）。ストーリーを進める中で何度かプレイすることになる。
レッツ！どうくつ
第五章でアリの巣内部にあるゴンドラに乗って進むミニゲーム。ゴンドラを左右5箇所に移動させながら前方に現れる巨大アリ（ニードラント）や岩、シャッターを避けて終着点を目指すもの。アイテムやドランは存在しない。ワイヤーは連続して繋がっているが実際は3エリアに分かれており、それぞれを通過するとミスした時に最後の通過ポイントからやりなおせる。このミニゲームは一度クリアすると二度と乗ることはできない。

## スタッフ
- エグゼクティブプロデューサー：坂口博信
- ディレクター：吉本陽一
- シナリオライター：小川公一
- プロデューサー：平田裕介
- 音楽：関戸剛
- メインキャラクターデザイン：野村哲也
- サブキャラクターデザイン/各種イラスト：緒方剛志
- 録音演出：三ツ矢雄二

## 漫画版
『ブレイヴフェンサー ムサシ伝』のタイトルで、『月刊ファミ通ブロス』にて連載されていた。作者は大貫健一。全3巻。展開は大幅に改変されている。
- 1巻（1998年11月） ISBN 978-4757202467
- 2巻（1999年7月） ISBN 978-4757205000
- 3巻（2000年3月） ISBN 978-4757207455

同誌にて4コマ漫画『武蔵伝　チビッコ英雄伝説』（作：さいとうりか）も短期連載されていたが、こちらは書籍化されていない。

## 関連商品
- BRAVE FENCER 武蔵伝 レイガンドの剣の巻 / 1998年7月発売。 ISBN 978-4757201217
- BRAVE FENCER 武蔵伝 剣士の攻略本 / 1998年7月発売。スクウェア公式。ISBN 978-4925075312
- BRAVE FENCER 武蔵伝 公式ガイドブック / 1998年8月発売。ISBN 978-4757201651
- BRAVE FENCER 武蔵伝 解体真書 / 1998年8月発売。ISBN 978-4757201903

## 関連動画
- BRAVE FENCER MUSASHIDEN 20th Anniversary[2]

発売20周年を記念して公開された特別アレンジ“20周年記念 Brave Fencer 武蔵伝”の動画